# Gabriel Farfan
Gabriel Farfan (San Diego, 23 juni 1988) is een Amerikaans betaald voetballer. Hij verruilde in 2014 Chivas USA voor Chiapas. 

## Clubcarrière
Na een trainingsstage tekende Farfan op 18 maart 2011 een contract bij Philadelphia Union. De dag erna maakte hij zijn debuut in een met 1-0 gewonnen wedstrijd op Houston Dynamo. Hij maakte zijn eerste professionele doelpunt op 28 mei 2011 in een met 6-2 gewonnen wedstrijd op Toronto FC. Op 14 mei 2013 tekende Farfan bij Chivas USA. Daar maakte hij op 19 mei zijn debuut tegen Real Salt Lake. Op 3 februari 2014 werd hij voor een halfjaar verhuurd aan het Mexicaanse Chiapas. Op 19 februari 2014 maakte hij tegen Lobos BUAP in de Copa MX zijn debuut.

## Interlandcarrière
Farfan was lid van voetbalelftal onder 17 van de Verenigde Staten. Hij nam met dat team deel aan het Wereldkampioenschap voetbal onder 17 - 2005.